# شنود (پزشکی)
شُنود یا سمع یا شنیدن صداهای درون بدن و اندام‌ها یکی از چهار مداخله اصلی در آزمایش بالینی است و اغلب برای این مداخله پزشکی از گوشی پزشکی استفاده می‌شود. از سمع به منظور بررسی وضعیت دستگاه گردش خون یا صداهای قلب و سیستم تنفسی و همچنین سیستم گوارش (صداهای روده‌ای) استفاده می‌شود.